# Capitania de Cumã

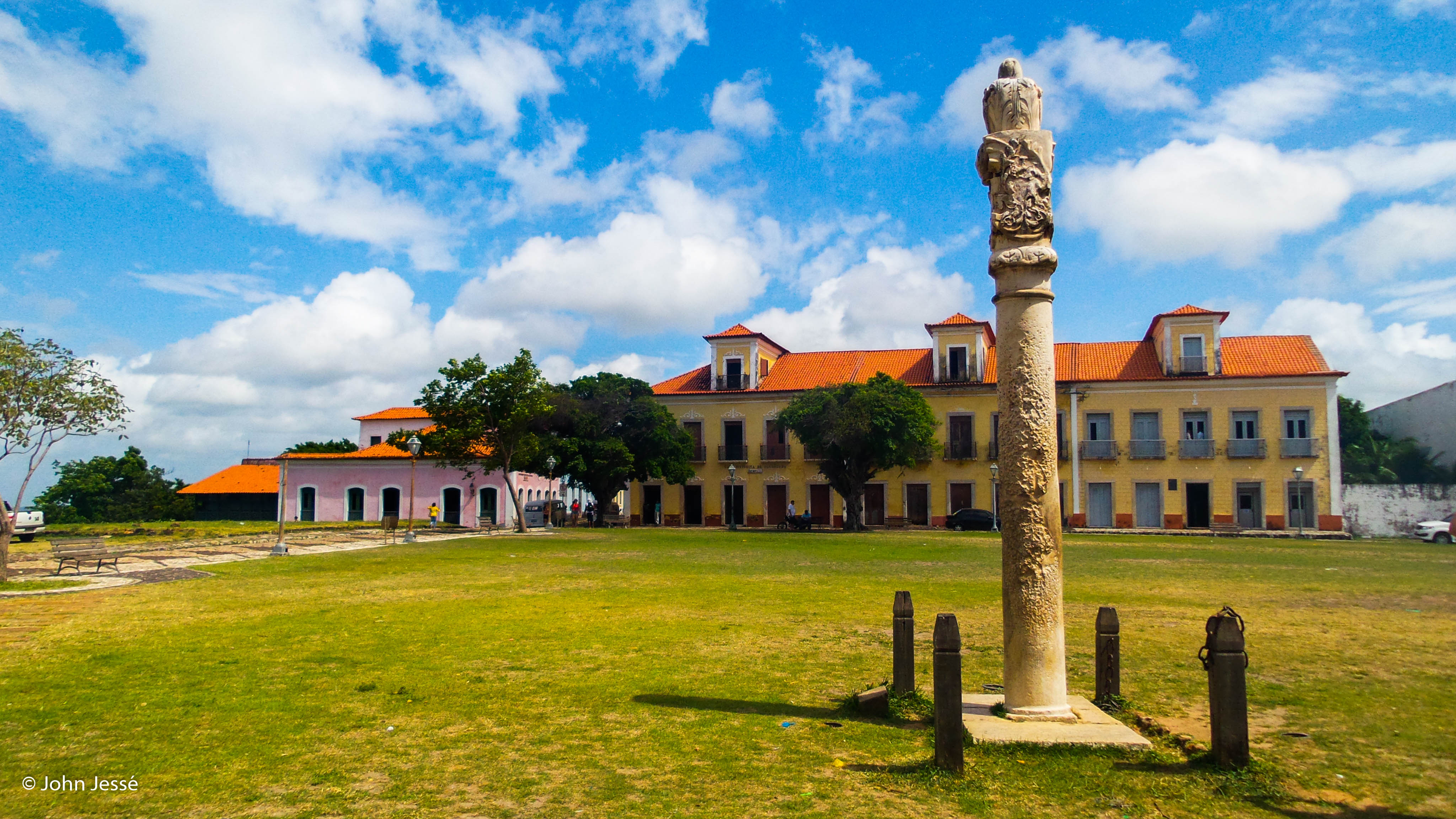
Pelourinho de Alcântara.

A Capitania de Cumã foi uma divisão administrativa do Brasil Colonial, existente entre 1627 e 1754. Também conhecida como Capitania de Tapuitapera ou, ocasionalmente, apenas Alcântara, foi doada a Antônio Coelho de Carvalho.

## Contexto Histórico
Até 1612, a região de Tapuitapera era habitada por um conjunto de aldeias indígenas. Nesse período, os franceses, liderados por Daniel de La Touche, estabeleceram relações com os habitantes locais e construíram a primeira capela.
Entre 1616 e 1618, após a expulsão dos franceses durante a ocupação portuguesa, iniciou-se o processo de colonização na região. Com a divisão de capitanias, Tapuitapera tornou-se sede da Capitania de Cumã.
Durante a invasão holandesa em 1641, os portugueses perderam o controle do território. Após a retomada, em 1648, Tapuitapera foi elevada à categoria de Vila, recebendo o nome de Vila de Santo Antônio de Alcântara. Nessa nova fase, a vila passou a abrigar uma Câmara Municipal, um pelourinho e a Igreja Matriz de São Matias.
No final do século XVII e início do século XVIII, a vila teve alguma atividade econômica relacionada aos engenhos de açúcar e à produção de algodão. Contudo, a política de reforma administrativa do século XVIII levou à reincorporação de diversas capitanias donatárias à Coroa, resultando na extinção da Capitania de Cumã por Carta Régia, por volta de 1754.

## Localização
A Capitania de Cumã abrangia a região entre a foz do rio Mearim, o rio Pindaré e o rio Turiaçu.

## Após a extinção da capitania
Após a extinção da capitania, Alcântara consolidou-se como um importante centro econômico do Maranhão. Durante o apogeu da produção de algodão e com o uso intensivo de trabalho escravo, a vila chegou a rivalizar com São Luís em importância econômica.
Em 1836, Alcântara foi elevada à categoria de cidade. O desenvolvimento econômico proporcionou uma influência europeia marcante, uma vez que os filhos dos grandes proprietários estudavam no continente europeu.

### Patrimônio Histórico

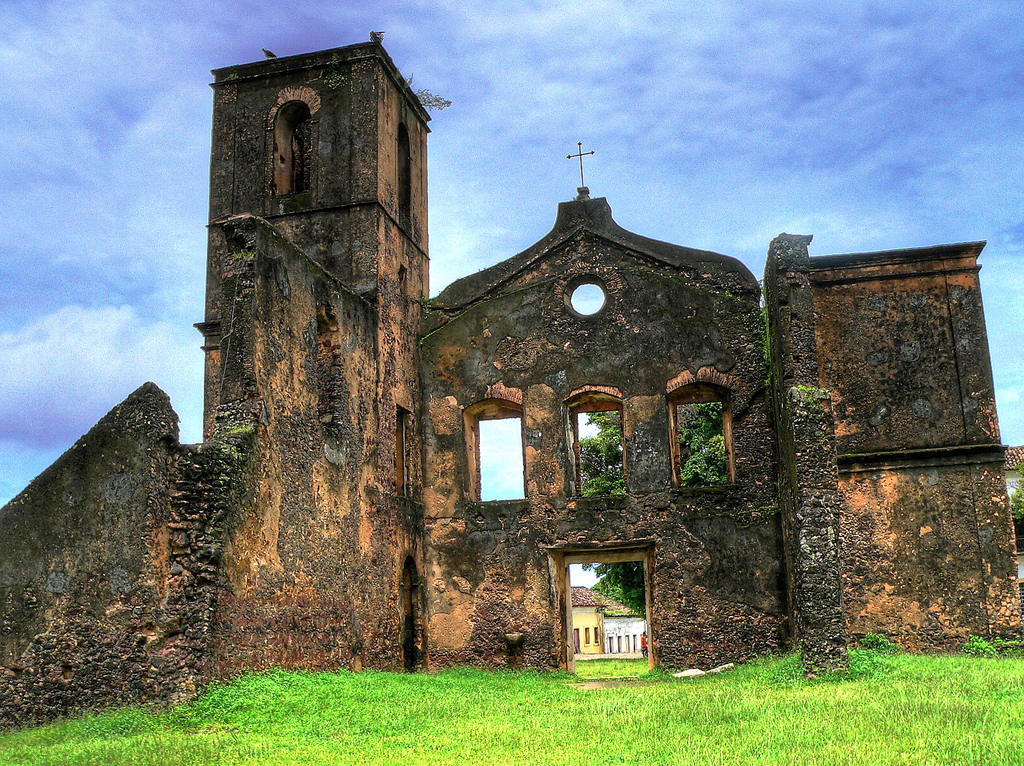
Ruínas da Matriz de São Matias, um símbolo de Alcântara.

Entre os símbolos de Alcântara está a Igreja Matriz de São Matias, construída em 1622. A estrutura foi atingida por um raio em 1875, resultando no desabamento do telhado e comprometendo sua integridade. Até hoje, há debates históricos sobre os detalhes de sua construção e destruição.

### Centro Histórico de Alcântara
Na segunda metade do século XIX, ocorre grande decadência econômica na região, entretanto restou como testemunho do período áureo o acervo arquitetônico de valor inconteste, tombado pelo IPHAN em 1948, como a Igreja de Nossa Sra. do Rosário dos Pretos, a Igreja e as ruínas do Convento do Carmo, ruínas da Matriz de São Matias, a Ladeira do Jacaré (feita em pedras), a Capela de Nossa Senhora do Desterro (atual Igreja de São José), a Fonte de Pedra (edificada pelos franceses), o Museu Casa Histórica de Alcântara, o Museu Histórico de Alcântara, ruínas do Forte de São Sebastião, Casa de Câmara e Cadeia, a Casa do Divino, o Solar Cavalo de Troia (o mais alto da cidade), dentre outros.